# ГЕС Джатілухур
ГЕС Джатілухур (Ir. H. Djuanda) — гідроелектростанція в Індонезії на заході острова Ява. Знаходячись після ГЕС Чірата, становить нижній ступінь каскаду на річці Citarum, яка впадає у Яванське море за кілька десятків кілометрів на північний схід від Джакарти.
У межах проекту річку перекрили кам'яно-накидною греблею висотою 105 метрів, довжиною 1200 метрів та товщиною від 10 (по гребеню) до 600 (по основі) метрів, яка потребувала 9,1 млн м3 матеріалу. Вона утримує водосховище з площею поверхні 83 км2 та об'ємом 3,43 млрд м3 (корисний об'єм 3,29 млрд м3), в якому припустиме коливання рівня поверхні в операційному режимі між позначками 75 та 111,5 метра НРМ.
Зі сховища через шість водоводів довжиною по 65 метрів з діаметром 3,25 метра ресурс подається у пригреблевий машинний зал. Його обладнали шістьома турбінами типу Френсіс, які на момент введення в експлуатацію у 1967 році мали потужність по 25 МВт, а в 1994—1998 роках були модернізовані до показника у 31 МВт (загальна потужність станції досягла 187 МВт). При напорі від 48 до 80 метрів це обладнання забезпечує виробництво 1 млрд кВт-год електроенергії на рік.
Видача продукції відбувається по ЛЕП, розрахованій на роботу під напругою 150 кВ.
Окрім виробітки електроенергії, гідрокомплекс бере участь у зрошенні 242 тисяч гектарів земель.